# ANY SOUND
株式会社エニーサウンドは、かつてアーティストマネージメントや音楽イベントを中心に手がけていた企業である。

## アーティストマネージメント事業
主に海外アーティストの全世界マネジメントを手がけており、東京を拠点としながら、米国法人と英国法人の関連会社と共にグローバルなマーケットでの活動をしていた。

## イベント事業
海外アーティストの招聘、国内外アーティストのツアー企画・制作、ライブプロデュース、各種コーディネーション等、音楽イベントに関する様々な活動をしていた。

## レーベル/物販事業部
- 海外アーティストの原盤企画・制作、プロデュース、音源マスタリング等を含む活動をしていた。